# Thalassodes mohrae
Thalassodes mohrae är en fjärilsart som beskrevs av Manfred Sommerer 1997. Thalassodes mohrae ingår i släktet Thalassodes och familjen mätare. Inga underarter finns listade i Catalogue of Life.